# Úhornianské sedlo
Úhornianské sedlo je výrazné travnaté, z jihu postupně dřevinami zarůstající, sedlo ve Volovských vrších o nadmořské výšce 999 m mezi Panským vrchem (1058 m) a Malou Pipitkou (1087 m). Je součástí předělu mezi podcelky Zlatý stůl na severu a Pipitka na jihu.
Sedlem vede silniční spojnice Rožňava - Smolník - Mníšek nad Hnilcom (silnice II/549). Zároveň spojuje region Spiše s regionem Gemera.
Název sedla je podle obce Úhorná ležící východně pod sedlem.
Úhornianské sedlo je křižovatkou turistických tras: červeno-značené Cesty hrdinů SNP (E8) z Pipitky (1225 m) do sedla Krivé (1109 m}) a zeleně-značené z Úhorné do Krásnohorského Podhradí.